# تپه توکه
تپه توکه در شهرستان ازنا، بخش مرکزی، دهستان پاچه لک غربی، ۲ کیلومتری جنوب غربی روستای برجله واقع شده و این اثر در تاریخ ۲۳ بهمن ۱۳۸۵ با شمارهٔ ثبت ۱۷۱۶۷ به‌عنوان یکی از آثار ملی ایران به ثبت رسیده است.